# Hans im Glück (1936)
Hans im Glück ist eine 1935 entstandene, einstündige, experimentelle deutsche Märchenverfilmung der beiden renommierten Filmarchitekten Robert Herlth und Walter Röhrig, die hier das einzige Mal in ihrer gesamten Karriere Filmregie führten. In der Titelrolle ist Erwin Linder zu sehen.

## Handlung
Deutschland um das Jahr 1500. Der Müllerbursche Hans begibt sich nach seiner Ausbildung auf Wanderschaft, um die große, weite Welt kennenzulernen. Wie in einem Traum begleitet ihn dabei die Vision des Gesichts eines Bauernmädchens, dem er später real mehrfach begegnen wird. Als Lohn für seine bisherige Arbeit gibt ihm sein alter Meister einen Goldklumpen mit auf den beschwerlichen Weg in die Fremde. Immer wieder gerät der gutgläubige und herzensgute Hans an Betrüger und Halsabschneider, die ihn nach und nach um seinen Lohn bringen.
Zunächst tauscht Hans sein Gold gegen ein Pferd, dann das Pferd gegen eine Kuh, die Kuh gegen ein Schwein, das Schwein gegen eine Gans, und schließlich wird die Gans für einen Schleifstein inklusive Feldstein eingetauscht. Kaum angekommen, fallen ihm bei einer Rast auch noch diese beiden Steine in einen Brunnen. Und dennoch empfindet sich Hans, der all seiner wertvollen irdischen Güter verlustig geworden ist, als ein glücklicher Mensch, denn er bringt seiner Mutter daheim den wertvollsten Schatz auf Erden mit: das Bauernmädchen, sein Liebesglück.

## Produktionsnotizen
Die Dreharbeiten begann Mitte Juli 1935 und wurden Ende Oktober desselben Jahres abgeschlossen. Die von Kurt Neubert angefertigten Außendrehs fanden in Rothenburg ob der Tauber, im Westerwald und nahe Schwedt (Oder) statt. Die erst nach massiven Kürzungen genehmigte Fassung erlebte ihre Premiere am 3. Juli 1936 in Berlins UFA-Palast am Zoo. Angeblich wurde der Film bei der Uraufführung ausgelacht und ausgepfiffen, sodass Hans im Glück bereits wenige Tage später wieder aus dem Programm genommen wurde.
Walter Scheunemann diente als Produktionsleiter. Die beiden üblicherweise als Filmarchitekten tätigen Regisseure entwarfen auch die sehr umfangreichen, historisierenden Filmbauten, darunter „ein 21 Meter hohes Ständehaus im Stil der Dürer-Zeit“, auf dem Freigelände in Neubabelsberg, die mehr als 100.000 Reichsmark verschlangen. Röhrigs und Herlths Kollege Arno Richter sorgte für die historischen Kostüme, die sich an der Renaissance orientierten. Erich Leistner war für den Ton zuständig.
Komponist Friedel-Heinz Heddenhausen (1910–1992) gab hier sein Filmdebüt.

## Wissenswertes
Der Film gilt als Kuriosum im Kinoschaffen zur Zeit des Dritten Reichs. Obwohl ein klassischer Märchenstoff für die Kleinsten, war der Streifen doch als „Märchen für Erwachsene“ konzipiert. Obwohl unter Maßgaben nationalsozialistischen Filmschaffens gedreht, erhielten die zentralen Protagonisten, die für die Optik des Streifens Pate standen, ihre künstlerische Prägung im filmischen Expressionismus der Weimarer Republik, von den Nationalsozialisten als „Systemzeit“ geschmäht, so auch der Kostümbildner Arno Richter, der bereits 1925/26 bei F. W. Murnaus Faust-Film Herlth und Röhrig assistiert hatte, was den „Look“ dieses Films nicht unmaßgeblich bestimmt. Andererseits stehen die kleine Produktionsfirma Hermann Schmidts, nicht eben für regimekritische Filme bekannt, und der Verleih Reichspropagandaleitung der NSDAP, Hauptamt Film, wiederum für die nationalsozialistischen Einflüsse in der bildgestalterischen Optik und ideologischen Ausrichtung, “da die vielen geplanten Natur- und Landschaftsaufnahmen das vorindustrielle, bäuerliche Leben glorifizieren und im Sinne einer Blut-und-Boden-Ideologie ihren Beitrag für die NS-Ideologie leisten.” Dieser künstlerische Spagat sollte sich nicht auszahlen; Hans im Glück war an den Kinokassen kein Erfolg beschieden.

## Rezeption
Die zeitgenössischen Kritiken waren durchwachsen bis negativ, die modernen Beurteilungen versuchten die Gründe für das hochgradige Scheitern zu analysieren. Nachfolgend mehrere Beispiele:

„Ein deutscher Volksliedfilm, ein Film, der in den unvergänglichen Schatz deutschesten Erlebens greift, ins deutsche Märchen, wollte und sollte 'Hans im Glück' werden. Er hat sein Ziel nicht erreicht, – das schöne Wollen seiner Schöpfer blieb in einigem stecken, – und dennoch: So schlecht war er nicht, daß er ausgelacht und ausgepfiffen werden musste! Aber man muß schon untersuchen, warum gelacht wurde. Weil der Film regiemäßig als Amateurwerk wirkte, weil noch so schöne Kameraleistung, noch so schöne Bauten einen Film allein nicht tragen ...“

„Es handelt sich um eine Lieblingsidee der beiden bekannten Filmarchitekten Robert Herlth und Walter Röhrig, die bei dem im Volksliedton gehaltenen Werk ganz vom Bildhaft-Malerischen ausgingen unter Hintansetzung des Handlungsmäßigen. Da das Ergebnis offenbar nicht recht befriedigte, wurde der Film unmittelbar nach der Uraufführung abgesetzt.“

„Trotzdem ist dieser Film […] mißglückt […]. Es gelang nicht, die symbolischen Gedanken verständlich zu machen, es wurde ein Märchen für Erwachsene, das diesen lächerlich erschien. Es sollte etwas Neues geschaffen werden, und es wurde etwas Unbrauchbares, mit dem das Publikum nichts anzufangen wußte.“

In einer umfassenden Analyse des Films nach 1945 heißt es, Röhrig und Herlth wollten nicht einfach nur einen Ausstattungsfilm herstellen, sondern sie beriefen sich in der Bildsprache (siehe Eingangssequenz und die Filmarchitektur) auf die Dürer-Zeit und erweiterten “die Handlung des Märchens, beispielsweise um eine tiefenpsychologische Liebesgeschichte.”
Der Spiegel verortete in einer längeren Betrachtung unter dem Titel „NS-Propagandaflop: Hans im Unglück“ im vorliegenden Film „hölzerne Dialoge und reichlich Kitsch“ und wies auf angeblich „astronomische Produktionskosten“ hin. Auch sei der Film sehr freigiebig mit deutschem Liedgut umgegangen, sodass der Spiegel-Kritiker konstatierte: „Der Film ertrank förmlich in Volksmusik“.